# 美佳玩具公司
美佳玩具公司（英語：Mega Brands, Inc.，原名，又譯作美家寶、美高）是一間美泰兒旗下的加拿大兒童玩具公司。該公司最受歡迎的是拼裝玩具。其他品牌包括Mega Construx、Mega Puzzles、Board Dudes與Rose Art。
該公司的拼裝玩具已包含了流行文化中的知名作品以及其版權；如《湯瑪士小火車》、《決勝時刻》、《最後一戰》、《芭比》、《風火輪》、《金剛戰士》、《美國女孩》、《精靈高中》、《神偷奶爸》、《旋風戰車隊》、《魔法精靈亮亮和晶晶的奇幻冒險》，以及有著樂高已停產的《海綿寶寶》和《忍者龜》套裝。
2014年，美佳生產的拼裝玩具銷售額在業界市場上排名第二。

## 外部連結
- 官方网站